# Сквер Миру (Сімферополь)
Сквер Миру (крим. Barışıq şeer bağçası) — сквер у Сімферополі у Київському районі, розташований між вулицями Київська, Фрунзе, Тургенєва.

## Опис
Неподалік від скверу знаходиться Сімферопольський автовокзал, набережна Салгиру, Консерваторія та Школа № 24.
«Родзинкою» скверу Миру є ботанічна різноманітність — тут росте багато дерев, типових швидше для ботанічного саду, ніж для міського скверу. Особливо багатою виявилася колекція хвойних рослин. Поруч розташовувався пам'ятник природи — 5-ствольний каштан Мільгаузена.
Історія розповідає, що Ф. К. Мільгаузен (відомий лікар) посадив в одну лунку шість каштанів — стільки людей складали на той момент його родину. Проте взялося лише п'ять. Згодом дерева, що росли тут надто близько один від одного, зрослися в єдине ціле.

## Історія
Парк у районі вулиці Фрунзе існує вже давно — він закладений у 50-ті роки минулого століття. За свою тривалу біографію він неодноразово змінював назви — був Студентським, потім сквером Кримських партизан та підпільників.
В окупації хочуть перейменувати сквер на честь радянського шпигуна Дмітрія Бистролетова.